# Josette Borel-Lincertin
Josette Borel-Lincertin (1941. augusztus 12. –) francia politikus Guadeloupe-ból. 2012 és 2014 között a guadeloupe-i regionális tanács elnöke, 2015 és 2021 között pedig a megyei tanács elnöke volt. 

## Életrajz
Josette 1941. augusztus 12-én született Marie-Galante szigetén. Anyja pék volt. Josette négygyermekes családban nőtt fel. Először Marie-Galantében tanult, majd elhagyta szigetet, és Guadeloupe-ba ment, hogy továbbtanuljon.
Az érettségi után Josette Párizsban kezdett el tanulni, majd visszatért, hogy 1964-ben egy negyvenéves tanári karriernek kezdjen neki. 18 évig matematikát tanított, mielőtt több akadémia intézményvezetője lett. Kezdetben a guadeloupe-i Basse-Terre északi részén fekvő Pointe-Noire főiskola igazgatójának, majd 1986-ban az Académie d'Amiens professzorává nevezték ki. Ezután igazgató lett, és pályafutását a Lycée Gerville-Réache-nél, Basse-Terre-ben fejezte be 2004-ben. 

## Fordítás
Ez a szócikk részben vagy egészben  a   Josette Borel-Lincertin című angol Wikipédia-szócikk ezen változatának fordításán alapul.  Az eredeti cikk szerkesztőit annak laptörténete sorolja fel. Ez a jelzés csupán a megfogalmazás eredetét és a szerzői jogokat jelzi, nem szolgál a cikkben szereplő információk forrásmegjelöléseként.